# میلوور لاند
میلوور لاند (به آلمانی: Milower Land) یک شهر در آلمان است که در هافه‌لانت واقع شده‌است. میلوور لاند ۴٬۸۳۹ نفر جمعیت دارد.